# Бетмен: Рік 100
«Бетмен: Рік 100» (англ. Batman: Year 100) — американський комікс у чотирьох частинах, опублікований DC Comics у 2006 році. Написаний та проілюстрований Полом Поупом, розфарбовано Хосе Вілларубіа.

## Сюжет
У 2039 році устрій Ґотема стає близьким до «поліцейської держави», його жителі стають жертвами необґрунтованих обшуків і конфіскацій. Поліція Ґотема майже щодня стикається з федералами, які переслідують легендарного Бетмена. Капітан Ґордон, онук першого комісара Ґордона, також намагається знайти Бетмена, і з'ясувати, що він знає про вбивство федерального агента.
Невідомо, Брюс Вейн ховається під маскою Бетмена, чи інша людина. Його напарник — темношкірий підліток Робін, допомагає у ремонті Бетмобіля, а також виконує роль приманки, вдягаючись Темним лицарем, коли це необхідно. На відміну від інших версій цього персонажу, його справді звуть Робін.

## Критика
Комікс займає восьму позицію у списку 25 найвидатніших графічних романів про Бетмена за версією IGN.